# Chelonus tshatkalicus
Chelonus tshatkalicus är en stekelart som först beskrevs av Vladimir Ivanovich Tobias 2003.  Chelonus tshatkalicus ingår i släktet Chelonus och familjen bracksteklar. Inga underarter finns listade i Catalogue of Life.